# Margarete Verstegen
Margarete Verstegen (* 12. Juni 1929 in Emmerich; † 4. Oktober 2008 ebenda) war eine deutsche Verwaltungsangestellte, Politikerin und Landtagsabgeordnete (CDU). Ab 1969 war sie Mitglied des Landtags von Nordrhein-Westfalen.

## Leben und Beruf
Nach dem Schulbesuch mit dem Abschluss der mittleren Reife an einer Oberschule war sie ab 1948 bei der Stadt Emmerich als Verwaltungsangestellte im Sozialamt beschäftigt. Seit 1952 war sie Mitglied der Jungen Union und trat 1956 der CDU bei. 1961 wurde sie Mitglied der Deutschen Angestellten-Gewerkschaft. Sie war in zahlreichen CDU-Parteigremien vertreten, so unter anderem ab 1964 als Mitglied des Landesvorstandes der CDU Rheinland.

## Abgeordnete
Vom 28. Oktober 1969 bis 30. Mai 1990 war die in Emmerich ledig lebende Verstegen Mitglied des Landtags des Landes Nordrhein-Westfalen. In der sechsten Wahlperiode rückte sie über die Reserveliste ihrer Partei nach, ansonsten wurde sie jeweils unmittelbar über die Landesliste gewählt.